# Crassulaceae
Famille
Classification APG III (2009)

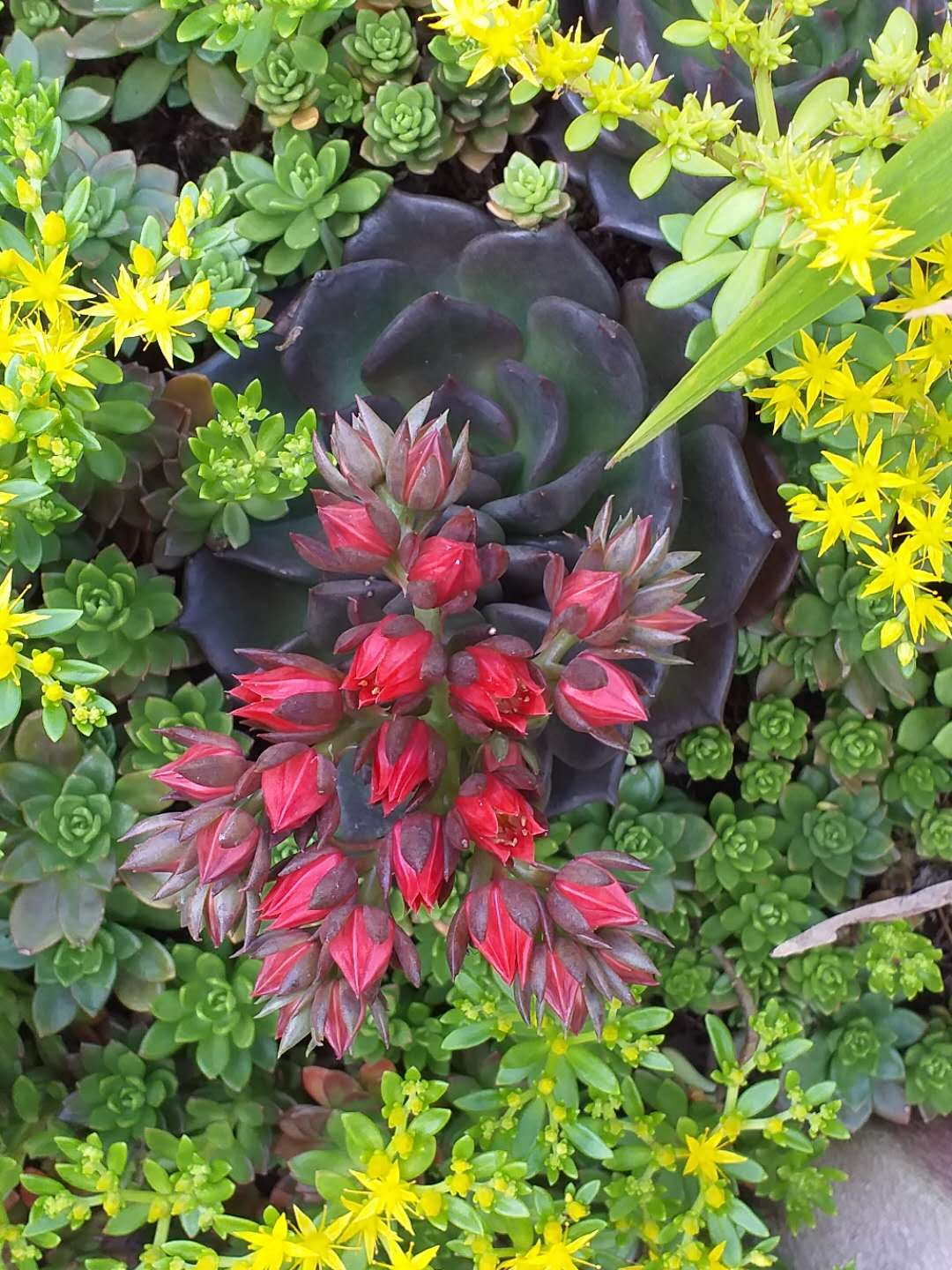
Echeveria ‘Black Prince’. 2018 Exposition florale internationale de Taichung, à Taïwan.

Les Crassulaceae (Crassulacées) forment une famille de plantes herbacées ou sous-ligneuses, à feuilles généralement charnues, sans stipules, simples et entières. Ce sont généralement des plantes succulentes. La famille comprend 30 genres et 1380 espèces, largement répandues des zones froides aux régions tropicales.

## Étymologie
La famille des Crassulaceae a été créée en 1805 par Saint-Hilaire.
Le nom de famille vient du genre-type Crassula, diminutif du latin crassus « épais » et du suffixe -aceae caractéristique des familles botaniques.

## Description de la famille
La famille comporte des espèces très différentes les unes des autres : de la simple herbe, à la rosette en passant par l'arbuste. Ce sont des plantes succulentes (aux tissus gonflés de substances liquides) ou suffrutescentes (à tiges ligneuses, de petite taille). Chez les succulentes, les feuilles ne sont pas les seules à assurer le rôle de « réserve ». Le tronc et les branches de certaines espèces assurent aussi cette fonction, comme Crassula ovata, Sedum frutescens…
Ce sont des plantes à métabolisme acide crassulacéen (CAM), permettant une adaptation à la croissance en milieux arides. Les stomates s'ouvrent principalement la nuit et se ferment durant la journée, ce qui réduit la perte d'eau.
Les feuilles sont généralement simples et sans stipules. Le limbe est entier ou légèrement incisé mais rarement lobé ou imparipenné. Les nervures sont peu apparentes.
L'inflorescence déterminée ou réduite à une fleur solitaire, est terminale ou axillaire. Les fleurs sont généralement hermaphrodites parfois unisexuées (comme Rhodiola) et actinomorphes. La fleur comporte 4 ou 5 sépales, libres ou soudés, autant de pétales libres ou soudés, et 4 à 10 étamines à filets libres ou légèrement soudés. Il y a le même nombre de sépales, de pétales et de carpelles. En ce qui concerne les étamines, il y en a autant ou le double. L'ovaire est supère.
Chaque carpelle est sous-tendu par une glande nectarifère.
Le fruit est formé d'un ensemble de follicules, rarement d'une capsule. Les graines sont minuscules. La reproduction végétative est courante à partir de plantules, de bourgeons ou de feuilles tombées au sol.

## Distribution
L'aire de répartition des Crassulaceae s'étend sur toute la planète puisqu'on les trouve en Afrique, Amérique, Asie et Europe. Elles sont répandues des régions tropicales aux régions froides, avec nombre d'espèces supportant des températures négatives. On les trouve très souvent dans les habitats arides.
Quelques espèces sont cultivées comme plantes ornementales, comme les Crassula, Sedum, les Sempervivum, les Echeveria ou les Kalanchoe.

## Menaces
Un nouveau phénomène lié aux réseaux sociaux a fait son apparition : les plantes Instagram. Un vrai trafic d'espèces photogéniques se développe, notamment autour des plantes grasses. La Dudleya farinosa, endémique des côtes de Californie et de l'Oregon est très demandée en Chine et en Corée du Sud et fait l'objet d'un trafic important. Certains spécimens âgés peuvent se vendre mille dollars l'unité en Asie.

## Sous-familles
- En classification classique, la famille est répartie en 6 sous-familles :
  - Crassuloideae,
  - Kalanchoideae,
  - Cotyledonoideae,
  - Echeverioideae,
  - Sedoideae
  - Sempervivoideae.

Cette répartition a été faite en fonction de la structure de la fleur.
- En classification phylogénétique, il y a 2 sous-familles :
  - Crassuloideae
  - Sedoideae.

La sous-famille des Crassuloideae comprend les genres Crassula et Tillaea, caractérisés par leurs fleurs comportant un seul verticille d'étamines et leurs ovules tenuinucellés (nucelle très réduit).
Tous les autres genres sont placés dans les Sedoideae en 6 clades : Kalanchoe, Telephium, Aeonium, Sempervivum (joubarbe), Leucosedum, Acre. Le genre Sedum se trouve éclaté en plusieurs clades.
Les espèces du clade des Sedoideae sont caractérisées par leur spermoderme généralement strié.
Le groupe Kalanchoe a des fleurs gamopétales et des feuilles opposées, alors que les autres genres (le clade de Sedum) ont généralement des pétales libres (dialypétales) et des feuilles alternes.
La classification phylogénétique place cette famille dans l'ordre des Saxifragales.

## Liste des genres
Selon Angiosperm Phylogeny Website (18 janvier 2018) :
- genre Adromischus Lem.
- genre Aeonium Webb & Berthel.
- genre Aichryson Webb & Berthel.
- genre Cotyledon L.
- genre Crassula L.
- genre Cremnophila Rose
- genre Dudleya Britton & Rose
- genre Echeveria DC.
- genre Graptopetalum Rose
- genre ×Graptoveria G.D.Rowley
- genre Greenovia Webb & Berthel.
- genre Hylotelephium H.Ohba
- genre Kalanchoe Adans.
- genre Kungia K. T. Fu
- genre Lenophyllum Rose
- genre Meterostachys Nakai
- genre Monanthes Haw.
- genre Mucizonia (DC.) A.Berger
- genre Orostachys Fisch. ex A.Berger
- genre Pachyphytum Link, Klotzsch & Otto
- genre Perrierosedum (A.Berger) H.Ohba
- genre Petrosedum Grulich
- genre Phedimus Rafinesque
- genre Pistorinia DC.
- genre Prometheum (A.Berger) H.Ohba
- genre Pseudosedum (Boiss.) A.Berger
- genre Rhodiola L.
- genre Rosularia (DC.) Stapf
- genre Sedella Britton & Rose
- genre ×Sedeveria E.Walther
- genre Sedum L.
- genre Sempervivum L.
- genre Sinocrassula A.Berger
- genre Thompsonella Britton & Rose
- genre Tylecodon Toelken
- genre Umbilicus DC.
- genre Villadia Rose

Selon NCBI (27 avr. 2010) :
- genre Adromischus
- genre Aeonium
- genre Aichryson
- genre Aizopsis
- genre Cotyledon
- genre Crassula
- genre Cremnophila
- genre Dudleya
- genre Echeveria
- genre Graptopetalum
- genre Greenovia
- genre Hylotelephium
- genre Jovibarba
- genre Kalanchoe
- genre Kitchingia
- genre Lenophyllum
- genre Meterostachys
- genre Monanthes
- genre Orostachys
- genre Pachyphytum
- genre Parvisedum
- genre Phedimus
- genre Pseudosedum
- genre Rhodiola
- genre Rosularia
- genre Sedum
- genre Sempervivella
- genre Sempervivum
- genre Sinocrassula
- genre Tacitus
- genre Telephium
- genre Thompsonella
- genre Tylecodon
- genre Umbilicus
- genre Villadia

Selon DELTA Angio (27 avr. 2010) :
- genre Adromischus
- genre Aeonium
- genre Aichryson
- genre Bryophyllum
- genre Chiastophyllum
- genre Cotyledon
- genre Crassula
- genre Cremnophila
- genre Diamorpha
- genre Dudleya
- genre Echeveria
- genre Graptopetalum
- genre Greenovia
- genre Hylotelephium
- genre Hypagophytum
- genre Jovibarba
- genre Kalanchoe
- genre Lenophyllum
- genre Meterostachys
- genre Monanthes
- genre Mucizonia
- genre Orostachys
- genre Pachyphytum
- genre Pagella
- genre Parvisedum
- genre Perrierosedum
- genre Pistorinia
- genre Pseudosedum
- genre Rhodiola
- genre Rochea
- genre Rosularia
- genre Sedum
- genre Sempervivum
- genre Sinocrassula
- genre Telmissa
- genre Thompsonella
- genre Tylecodon
- genre Umbilicus
- genre Villadia

Selon ITIS (27 avr. 2010) :
- genre Aeonium  Webb & Berth.
- genre Cotyledon  L.
- genre Crassula  L.
- genre Diamorpha  Nutt.
- genre Dudleya  Britt. & Rose
- genre Echeveria  DC.
- genre Graptopetalum  Rose
- genre Hylotelephium  H. Ohba.
- genre Jovibarba  Opiz
- genre Kalanchoe  Adans.
- genre Lenophyllum  Rose
- genre Penthorum  L.
- genre Rhodiola  L.
- genre Sedella  Britt. & Rose
- genre Sedum  L.
- genre Sempervivum  L.
- genre Villadia  Rose